# Sloveens voetbalelftal (vrouwen)
Het Sloveens vrouwenvoetbalelftal is een voetbalteam dat uitkomt voor Slovenië bij internationale wedstrijden, zoals het Europees kampioenschap.

## Prestaties op eindronden

### Wereldkampioenschap
| Jaar   | Resultaat                         | Wed                               | W                                 | G                                 | V                                 | DV                                | DT                                |
| ------ | --------------------------------- | --------------------------------- | --------------------------------- | --------------------------------- | --------------------------------- | --------------------------------- | --------------------------------- |
| 1991   | Niet deelgenomen aan kwalificatie | Niet deelgenomen aan kwalificatie | Niet deelgenomen aan kwalificatie | Niet deelgenomen aan kwalificatie | Niet deelgenomen aan kwalificatie | Niet deelgenomen aan kwalificatie | Niet deelgenomen aan kwalificatie |
| 1995   | Niet gekwalificeerd               | Niet gekwalificeerd               | Niet gekwalificeerd               | Niet gekwalificeerd               | Niet gekwalificeerd               | Niet gekwalificeerd               | Niet gekwalificeerd               |
| 1999   | Niet deelgenomen aan kwalificatie | Niet deelgenomen aan kwalificatie | Niet deelgenomen aan kwalificatie | Niet deelgenomen aan kwalificatie | Niet deelgenomen aan kwalificatie | Niet deelgenomen aan kwalificatie | Niet deelgenomen aan kwalificatie |
| 2003   | Niet deelgenomen aan kwalificatie | Niet deelgenomen aan kwalificatie | Niet deelgenomen aan kwalificatie | Niet deelgenomen aan kwalificatie | Niet deelgenomen aan kwalificatie | Niet deelgenomen aan kwalificatie | Niet deelgenomen aan kwalificatie |
| 2007   | Niet gekwalificeerd               | Niet gekwalificeerd               | Niet gekwalificeerd               | Niet gekwalificeerd               | Niet gekwalificeerd               | Niet gekwalificeerd               | Niet gekwalificeerd               |
| 2011   | Niet gekwalificeerd               | Niet gekwalificeerd               | Niet gekwalificeerd               | Niet gekwalificeerd               | Niet gekwalificeerd               | Niet gekwalificeerd               | Niet gekwalificeerd               |
| 2015   | Niet gekwalificeerd               | Niet gekwalificeerd               | Niet gekwalificeerd               | Niet gekwalificeerd               | Niet gekwalificeerd               | Niet gekwalificeerd               | Niet gekwalificeerd               |
| 2019   | Niet gekwalificeerd               | Niet gekwalificeerd               | Niet gekwalificeerd               | Niet gekwalificeerd               | Niet gekwalificeerd               | Niet gekwalificeerd               | Niet gekwalificeerd               |
| / 2023 | Niet gekwalificeerd               | Niet gekwalificeerd               | Niet gekwalificeerd               | Niet gekwalificeerd               | Niet gekwalificeerd               | Niet gekwalificeerd               | Niet gekwalificeerd               |
| Totaal | 0/9                               | 0                                 | 0                                 | 0                                 | 0                                 | 0                                 | 0                                 |

### Europees kampioenschap
| Jaar   | Resultaat                                   | Wed                                         | W                                           | G                                           | V                                           | DV                                          | DT                                          |
| ------ | ------------------------------------------- | ------------------------------------------- | ------------------------------------------- | ------------------------------------------- | ------------------------------------------- | ------------------------------------------- | ------------------------------------------- |
| 1984   | Niet deelgenomen, onderdeel van Joegoslavië | Niet deelgenomen, onderdeel van Joegoslavië | Niet deelgenomen, onderdeel van Joegoslavië | Niet deelgenomen, onderdeel van Joegoslavië | Niet deelgenomen, onderdeel van Joegoslavië | Niet deelgenomen, onderdeel van Joegoslavië | Niet deelgenomen, onderdeel van Joegoslavië |
| 1987   | Niet deelgenomen, onderdeel van Joegoslavië | Niet deelgenomen, onderdeel van Joegoslavië | Niet deelgenomen, onderdeel van Joegoslavië | Niet deelgenomen, onderdeel van Joegoslavië | Niet deelgenomen, onderdeel van Joegoslavië | Niet deelgenomen, onderdeel van Joegoslavië | Niet deelgenomen, onderdeel van Joegoslavië |
| 1989   | Niet deelgenomen, onderdeel van Joegoslavië | Niet deelgenomen, onderdeel van Joegoslavië | Niet deelgenomen, onderdeel van Joegoslavië | Niet deelgenomen, onderdeel van Joegoslavië | Niet deelgenomen, onderdeel van Joegoslavië | Niet deelgenomen, onderdeel van Joegoslavië | Niet deelgenomen, onderdeel van Joegoslavië |
| 1991   | Niet deelgenomen, onderdeel van Joegoslavië | Niet deelgenomen, onderdeel van Joegoslavië | Niet deelgenomen, onderdeel van Joegoslavië | Niet deelgenomen, onderdeel van Joegoslavië | Niet deelgenomen, onderdeel van Joegoslavië | Niet deelgenomen, onderdeel van Joegoslavië | Niet deelgenomen, onderdeel van Joegoslavië |
| 1993   | Niet deelgenomen aan kwalificatie           | Niet deelgenomen aan kwalificatie           | Niet deelgenomen aan kwalificatie           | Niet deelgenomen aan kwalificatie           | Niet deelgenomen aan kwalificatie           | Niet deelgenomen aan kwalificatie           | Niet deelgenomen aan kwalificatie           |
| 1995   | Niet gekwalificeerd                         | Niet gekwalificeerd                         | Niet gekwalificeerd                         | Niet gekwalificeerd                         | Niet gekwalificeerd                         | Niet gekwalificeerd                         | Niet gekwalificeerd                         |
| 1997   | Niet gekwalificeerd                         | Niet gekwalificeerd                         | Niet gekwalificeerd                         | Niet gekwalificeerd                         | Niet gekwalificeerd                         | Niet gekwalificeerd                         | Niet gekwalificeerd                         |
| 2001   | Niet gekwalificeerd                         | Niet gekwalificeerd                         | Niet gekwalificeerd                         | Niet gekwalificeerd                         | Niet gekwalificeerd                         | Niet gekwalificeerd                         | Niet gekwalificeerd                         |
| 2005   | Niet gekwalificeerd                         | Niet gekwalificeerd                         | Niet gekwalificeerd                         | Niet gekwalificeerd                         | Niet gekwalificeerd                         | Niet gekwalificeerd                         | Niet gekwalificeerd                         |
| 2009   | Niet gekwalificeerd                         | Niet gekwalificeerd                         | Niet gekwalificeerd                         | Niet gekwalificeerd                         | Niet gekwalificeerd                         | Niet gekwalificeerd                         | Niet gekwalificeerd                         |
| 2013   | Niet gekwalificeerd                         | Niet gekwalificeerd                         | Niet gekwalificeerd                         | Niet gekwalificeerd                         | Niet gekwalificeerd                         | Niet gekwalificeerd                         | Niet gekwalificeerd                         |
| 2017   | Niet gekwalificeerd                         | Niet gekwalificeerd                         | Niet gekwalificeerd                         | Niet gekwalificeerd                         | Niet gekwalificeerd                         | Niet gekwalificeerd                         | Niet gekwalificeerd                         |
| 2022   | Niet gekwalificeerd                         | Niet gekwalificeerd                         | Niet gekwalificeerd                         | Niet gekwalificeerd                         | Niet gekwalificeerd                         | Niet gekwalificeerd                         | Niet gekwalificeerd                         |
| Totaal | 0/13                                        | 0                                           | 0                                           | 0                                           | 0                                           | 0                                           | 0                                           |

## Statistieken
- Bijgewerkt op 10 maart 2017.

### Tegenstanders
| Tegenstander          | Wed. | W | G | V | DV | DT | DS  |
| --------------------- | ---- | - | - | - | -- | -- | --- |
| Armenië               | 2    | 2 | 0 | 0 | 6  | 1  | +5  |
| België                | 2    | 0 | 0 | 2 | 0  | 15 | –15 |
| Bosnië en Herzegovina | 6    | 3 | 2 | 1 | 11 | 6  | +5  |
| Bulgarije             | 1    | 0 | 0 | 1 | 0  | 4  | –4  |
| Chinees Taipei        | 1    | 1 | 0 | 0 | 5  | 1  | +4  |
| Duitsland             | 2    | 0 | 0 | 2 | 0  | 17 | –17 |
| Engeland              | 4    | 0 | 0 | 4 | 0  | 28 | –28 |
| Finland               | 2    | 0 | 0 | 2 | 1  | 7  | –6  |
| Frankrijk             | 2    | 0 | 0 | 2 | 0  | 8  | –8  |
| Griekenland           | 2    | 2 | 0 | 0 | 9  | 5  | +4  |
| Hongarije             | 5    | 0 | 0 | 5 | 5  | 16 | –11 |
| IJsland               | 4    | 1 | 0 | 3 | 2  | 16 | –14 |
| Ierland               | 2    | 0 | 0 | 2 | 0  | 5  | –5  |
| Italië                | 2    | 0 | 0 | 2 | 0  | 14 | –14 |
| Kroatië               | 10   | 4 | 3 | 3 | 17 | 15 | +2  |
| Malta                 | 2    | 2 | 0 | 0 | 7  | 2  | +5  |
| Nederland             | 2    | 0 | 0 | 2 | 1  | 5  | –4  |
| Noord-Ierland         | 1    | 0 | 1 | 0 | 4  | 4  | 0   |
| Noord-Macedonië       | 3    | 3 | 0 | 0 | 24 | 2  | +22 |
| Oekraïne              | 2    | 0 | 0 | 2 | 0  | 5  | –5  |
| Oostenrijk            | 5    | 0 | 0 | 5 | 2  | 25 | –23 |
| Portugal              | 2    | 0 | 0 | 2 | 0  | 5  | –5  |
| Roemenië              | 1    | 0 | 0 | 1 | 1  | 2  | –1  |
| Rusland               | 2    | 0 | 0 | 2 | 2  | 6  | –4  |
| Schotland             | 2    | 0 | 0 | 2 | 1  | 6  | –5  |
| Servië                | 7    | 2 | 0 | 5 | 8  | 13 | –5  |
| Slowakije             | 5    | 2 | 0 | 3 | 8  | 9  | –1  |
| Spanje                | 2    | 0 | 0 | 2 | 0  | 25 | –25 |
| Tsjechië              | 3    | 0 | 0 | 3 | 2  | 9  | –7  |
| Wales                 | 1    | 0 | 0 | 1 | 0  | 3  | –3  |
| Wit-Rusland           | 2    | 1 | 0 | 1 | 3  | 2  | +1  |
| Zwitserland           | 1    | 0 | 0 | 1 | 0  | 5  | –5  |

NZS · A-internationals · Bondscoaches · Selecties · Statistieken · Sloveens vrouwenelftal · Olympisch elftal · Slovenië U21 · Slovenië U20 · Slovenië U19 · Slovenië U18 · Slovenië U17 · Slovenië U16
1991 – 1999 ·
2000 – 2009 ·
2010 – 2019 ·
2020 − 2029
EK's: 1996 · 
2000 · 
2004 · 
2008 · 
2012 · 
2016 · 
2020 · 
2024
WK's: 1998 · 
2002 · 
2006 · 
2010 · 
2014 · 
2018 ·
2022
1991 · 
1992 · 
1993 · 
1994 · 
1995 · 
1996 · 
1997 · 
1998 · 
1999 · 
2000 · 
2001 · 
2002 · 
2003 · 
2004 · 
2005 · 
2006 · 
2007 · 
2008 · 
2009 · 
2010 · 
2011 · 
2012 · 
2013 · 
2014 · 
2015 · 
2016 · 
2017 · 
2018 ·
2019 ·
2020 ·
2021 ·
2022 ·
2023 ·
2024
Albanië ·
Algerije ·
Argentinië ·
Armenië ·
Australië ·
Azerbeidzjan ·
België ·
Bosnië en Herzegovina ·
Bulgarije ·
Canada ·
China ·
Colombia ·
Cyprus ·
Denemarken ·
Duitsland ·
Engeland ·
Estland ·
Faeröer ·
 Finland ·
Frankrijk ·
Georgië ·
Ghana ·
Gibraltar ·
Griekenland ·
Honduras ·
Hongarije ·
IJsland ·
Israël ·
Italië ·
Ivoorkust ·
Joegoslavië ·
Kazachstan ·
Kosovo ·
Kroatië ·
Letland ·
Litouwen ·
Luxemburg ·
Malta ·
Mexico ·
Moldavië ·
Montenegro ·
Nederland ·
Nieuw-Zeeland ·
Noord-Ierland ·
Noord-Macedonië ·
Noorwegen ·
Oekraïne ·
Oman ·
Oostenrijk ·
Paraguay ·
Polen ·
Portugal ·
Qatar ·
Roemenië ·
Rusland ·
San Marino ·
Saoedi-Arabië ·
Schotland ·
Servië ·
Servië en Montenegro ·
Slowakije ·
Spanje ·
Trinidad en Tobago ·
Tsjechië ·
Tunesië ·
Turkije · 
Uruguay ·
Verenigde Arabische Emiraten ·
Verenigde Staten ·
Wales ·
Wit-Rusland ·
Zuid-Afrika ·
Zweden ·
Zwitserland
Algerije (2010) · 
Engeland (2010) · 
Paraguay (2002) · 
Spanje (2002) · 
Verenigde Staten (2010) · 
Zuid-Afrika (2002)